# Abdul Rahman Ghassemlou

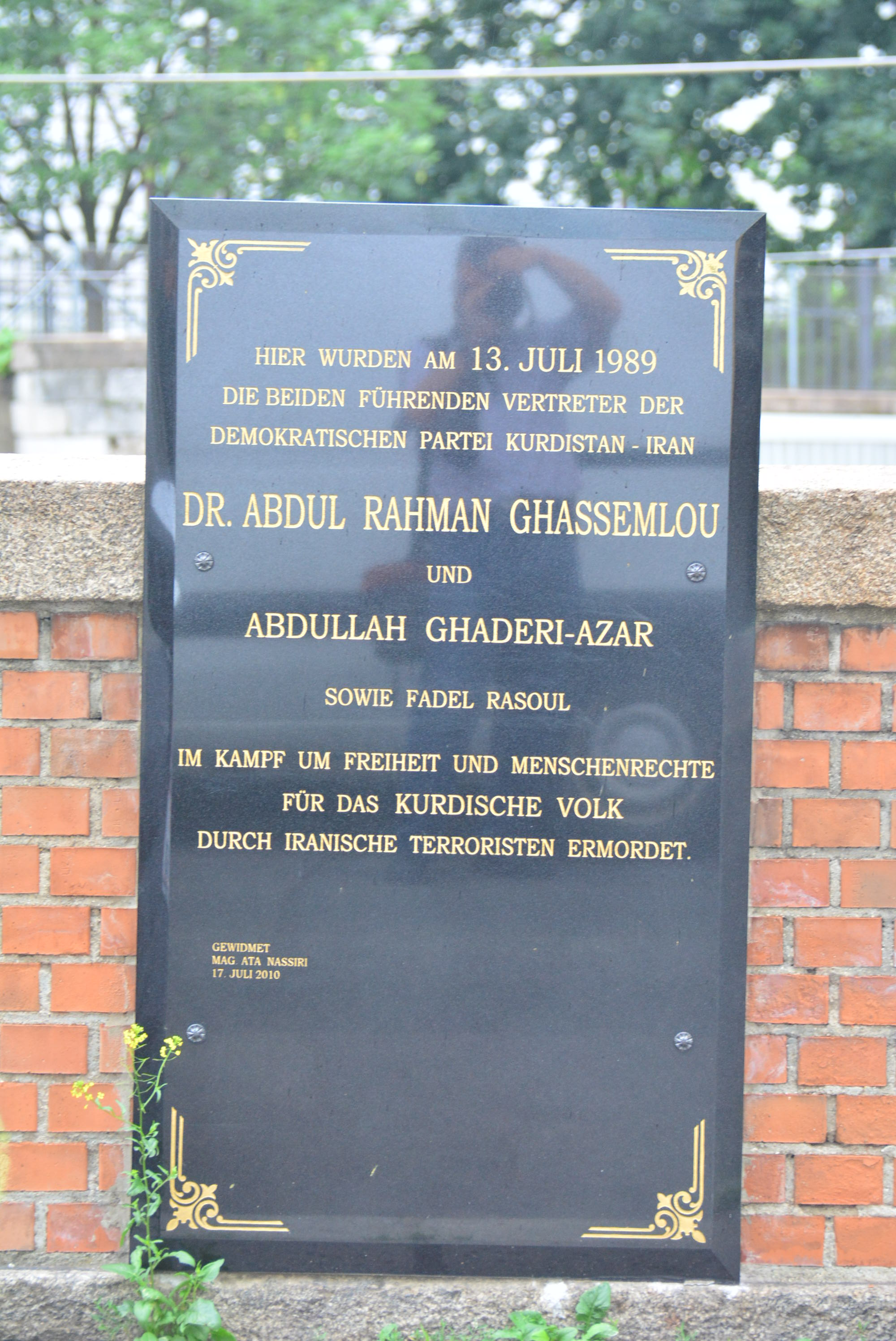
Gedenktafel für Abdul Rahman Ghassemlou, Abdullah Ghaderi-Azar und Fadhil Rassoul

Abdul-Rahman Ghassemlou (persisch عبدالرحمان قاسملو; kurdisch Ebdulrehman Qasimlo; * 22. Dezember 1930 in Urmia, Persien; † 13. Juli 1989 in Wien, Österreich) war ein kurdischer Politiker und Vorsitzender der Demokratischen Partei Kurdistan-Iran (kurz: DPK-I).

## Leben
Ghassemlou kam als Kind einer reichen feudalen kurdischen Familie in Urmia zur Welt. Sein Vater Mohammed Ghassemlou stammte aus dem Eşiret der Schikak, während seine Mutter Nana Jan Timsar – die dritte Ehefrau seines Vaters – eine konvertierte assyrische Christin war. Nach seiner Schulbildung in Urmia ging er zur Weiterbildung nach Teheran. Er wurde zum Zeitzeugen der Republik Mahabad und wurde Mitglied der DPK-I.

### Im Ausland
1947 ging er zum Studium nach Paris. Nach einem gescheiterten Anschlag auf den iranischen König Mohammad Reza Pahlavi an der Universität Teheran am 4. Februar 1949 hielten iranische Studenten in Paris eine Demonstration gegen den König ab. Ghassemlou wurde wegen einer Rede auf der Demonstration durch die iranische Botschaft unter Beobachtung gestellt und konnte aus finanziellen Gründen sein Studium nicht fortsetzen. Er bekam jedoch ein Stipendium gestellt und ging nach Prag in der Tschechoslowakei. Dort wurde er Mitglied einer Studentenorganisation, nahm an den Weltfestspielen der Jugend und Studenten 1949 in Prag und 1951 in Ost-Berlin teil und bekannte sich als Stalinist.
In der ČSSR lernte er seine spätere Ehefrau Helen Krülich kennen. Sie bekamen zwei Töchter namens Mina (* 1953) und Hiva (* 1955). Als Mohammad Mossadegh iranischer Ministerpräsident wurde, kehrte Ghassemlou nach seinem Universitätsabschluss 1952 in den Iran zurück. Er begann dort mit seinen politischen Arbeiten, indem er die DPK-I wieder organisierte und sie von der Bevormundung der Tudeh-Partei loslöste (1955). 1959 ging er für ein Jahr in den Irak, um an einer Universität in Bagdad Kurdische Geschichte zu lehren.
Fünf Jahre später und nach dem Sturz von Mossadegh ging Ghassemlou wieder in die Tschechoslowakei, wo er 1962 in Prag seinen Doktor der Wirtschaftswissenschaften machte. Dort schrieb er auf Tschechisch das Buch Kurdistan and The Kurds, das später in mehrere Sprachen übersetzt wurde. In diesem Buch gab er eine marxistisch-leninistische Sicht auf die Kurden ab. Der Einmarsch von Truppen des Warschauer Paktes zur Beendigung des Prager Frühlings führte zu Ghassemlous Abkehr vom Kommunismus hin zur Sozialdemokratie. Bis 1970 lehrte er dort an der Universität in Prag und kehrte dann in seine Heimat zurück.
Dort arbeitete er in seinem Beruf und wurde 1971 zum Vorsitzenden der DPK-I gewählt. Sein politischer Leitsatz war: „Demokratie für den Iran, Autonomie für Kurdistan“.
Zwischen 1975 und 1978 hielt er sich wieder in Prag und Paris auf. Danach kehrte er in den Iran zurück, um sich der Bewegung gegen den Schah (Islamische Revolution) anzuschließen. Dabei unterstützte er Ruhollah Chomeini, weil er glaubte, dass Chomeini den Schah stürzen könnte. Nebenbei modernisierte Ghassemlou die Partei, verjüngte die Kader und führte die Partei nach einigen Jahrzehnten aus dem Untergrund heraus. Er hielt im März 1979 in Mahabad ein politisches Meeting, in dem er erklärte, dass er bereit sei mit dem neuen Regime zusammenzuarbeiten, wenn dieses den Forderungen der Kurden nachkäme. Der Sturz der Monarchie wurde von den Kurden im Iran als eine Chance auf mehr Rechte und Selbstbestimmung empfunden. Daraufhin setzten sich die DPK-I und die Komalah mit der neuen Regierung in Teheran in Verbindung.
Im August 1979 wurde ein neues Parlament gewählt, das eine neue Verfassung ausarbeiten sollte. Ghassemlou gewann ein Mandat, konnte aber nicht an der Eröffnung des Parlaments teilnehmen, weil es in den kurdischen Gebieten zu Kämpfen gegen die Truppen des neuen Regimes kam. Das neue Regime hatte kein Interesse an einer Autonomie der Kurden und hatte nur auf Zeit gespielt. In den folgenden langen Kämpfen konnten die Kurden große Gebiete unter ihre Kontrolle bringen. In dieser Situation wollte Ghassemlou noch mal mit dem Regime verhandeln, wurde aber wieder abgewiesen. Die Regierungstruppen konnten nach und nach die kurdischen Kämpfer aus vielen Städten hinausdrängen. Die DPK-I zog sich ins Grenzland zum Irak zurück und konnte auf die Hilfe der irakischen Regierung zählen.
Während des Ersten Golfkriegs sollte die DPK-I auf Seiten Saddam Husseins kämpfen und einen kurdischen Staat im Iran gründen. Doch Ghassemlou verweigerte sich, weil der Irak selber ein Problem mit seiner kurdischen Minderheit im Norden hatte und diese sogar mit Giftgas bekämpfte. Außerdem wollte Ghassemlou nur eine kurdische Autonomie innerhalb eines demokratischen Irans.

### Mord
Nach zwei Vermittlungsgesprächen zwischen Vertretern Teherans und einer Delegation der Kurden im Dezember 1988 in Wien kam es zu einem erneuten Treffen am 13. Juli 1989 in Wien. Allerdings töteten die mit iranischen Diplomatenpässen nach Wien eingereisten „Verhandlungspartner“ Generalsekretär Ghassemlou und seine zwei Begleiter am Verhandlungstisch. Die Tatverdächtigen tauchten in der iranischen Botschaft unter und konnten nach massivem Druck Teherans auf die österreichischen Behörden unbehelligt ausreisen. Einer von ihnen, ein hoher Funktionär der Revolutionsgarden „Pasdaran“, wurde unter Polizeischutz zum Wiener Flughafen eskortiert. Ghassemlou wurde auf dem Pariser Friedhof Père-Lachaise begraben. 1991 klagte seine Witwe den österreichischen Staat wegen dessen Verfehlungen an, doch die Klage wurde 1992 abgewiesen.
Auf dem Blog von Ali Schirasi erschien am 11. August 2017 ein Artikel über Mohammad Jafari Sahrarudi, der dort als Leiter des Terrorkommandos bezeichnet wird, welches Dr. Ghassemlou und seine Begleiter in Wien erschoss. Der Artikel schildert die weitere Karriere des Mörders im Iran.

## Werke
- 40 Jahre Freiheitskampf, Rohrbach 1985
- Iran Kürdistani, Istanbul 1991
- Kurdistan and The Kurds, 1959